# Indé
Indé é um município do estado de Durango, no México.